# Huawei Ascend P1
Huawei Ascend P1  è uno smartphone prodotto da Huawei messo in produzione per la prima volta nel mese di maggio 2012.
Il modello successivo è il Huawei Ascend P2.

## Storia
In Italia il modello è stato presentato alla fine del mese di luglio 2012, al costo iniziale di 449 euro.
Il dispositivo è stato presentato dalla casa produttrice come modello di fascia medio-alta del mercato dei dispositivi Android. È disponibile in diversi firmware (nobrand ufficiale della casa, brand Tim, Vodafone, Wind e TRE).

## Caratteristiche
Il dispositivo è dotato di un display SuperAMOLED Gorilla Glass da 4.3 pollici, una batteria (integrata e non rimovibile dall'utente) di 1800 mAh, videocamera full HD e fotocamera da 8 megapixel con autofocus e doppio flash LED (oltre alla funzionalità HDR, geotagging e messa a fuoco continua e automatica), processore grafico PowerVR SGX540, GPS, uscita TV MHL-HDMI tramite cavo opzionale e l'audio in cuffia presenta la funzionalità Dolby Mobile 3.0..
Il telefono presenta materiali di buona qualità , un display altamente resistente ai graffi (Gorilla Glass) e un'autonomia soddisfacente per un uso anche intensivo.

## Sistema operativo e aggiornamenti
L'Huawei Ascend P1 è equipaggiato nativamente con il sistema operativo Android in versione 4.0.3.
Lo sviluppo ufficiale è attualmente fermo alla versione nobrand 4.1.1 (firmware B336 versione BETA per il mercato Europeo e B710 versione STABILE per il mercato cinese).
In rete è possibile trovare, sui forum di appassionati, aggiornamenti non ufficiali fino alla versione 4.4.2 (Cyanogenmod 11) .